# Herb Działoszyc
Herb Działoszyc – jeden z symboli miasta Działoszyce i gminy Działoszyce w postaci herbu.

## Wygląd i symbolika
Herb przedstawia na białej tarczy wspiętego za czerwonym murem lwa koloru złotego.
Herb nawiązuje do herbu Prawdzic, pojawia się już na pieczęci Miasta Działoszyce z roku 1553.